# 海地簽證政策
海地允許來自大多數國家的公民免簽證停留3個月。
所有非海地護照持有人必須在抵達時支付10美元的旅遊費。
訪客必須持有從抵達之日起至少6個月有效的護照。

## 分佈地圖

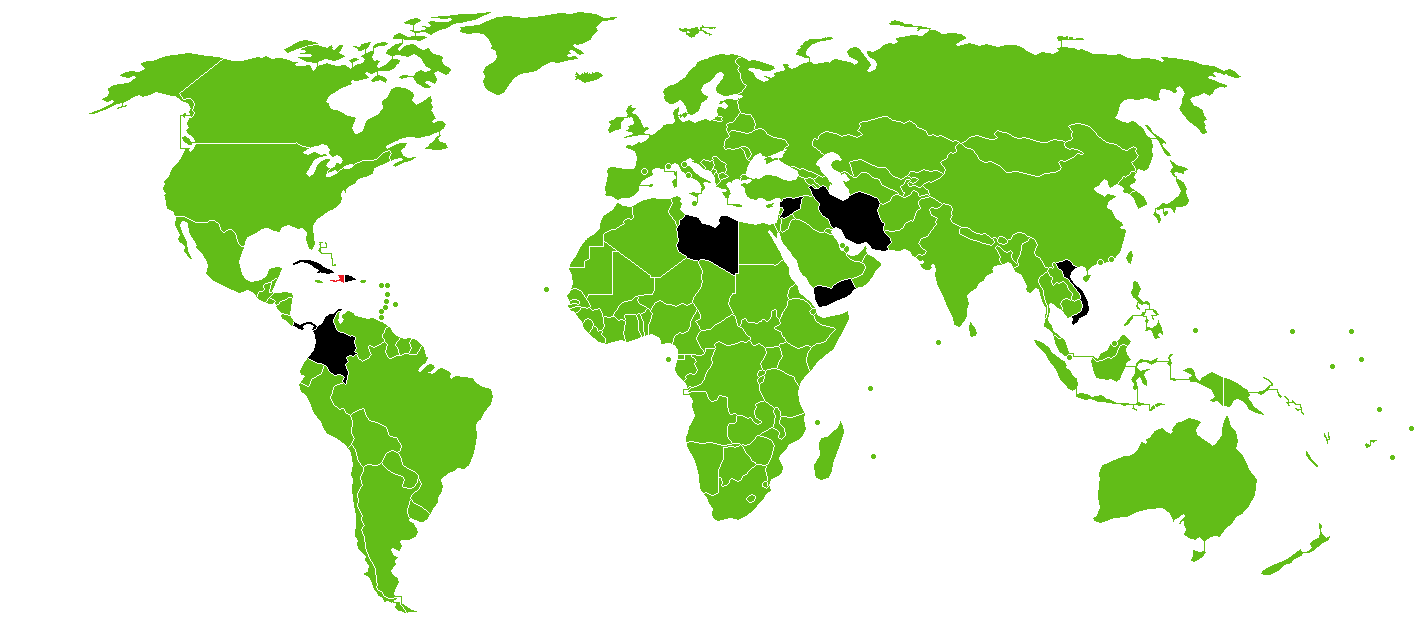
海地簽證政策
海地
免簽證
需要申請簽證

## 需要申請簽證
根據海地駐美國大使館的網站，以下國家的公民需要申請簽證：
| - 哥伦比亚 - 古巴 - 伊朗 - 利比亞 - 巴拿马 - 叙利亚 - 越南 - 葉門 |

但是，如果這些國家/地區持有有效的美國，加拿大或申根簽證或居留許可，或者來自海地，則可以免簽證入境3個月。

## 參閱
- 海地公民簽證要求